# Pohang-Klasse
Die Pohang-Klasse (포항급, Pohang-geup, Hanja 浦項級), auch als HDC 1200 KCX bezeichnet,  ist eine Klasse von vierundzwanzig Korvetten der Marine der Republik Korea (ROKN).

## Geschichte
Die Pohang-Klasse wurde zwischen 1984 und 1993 auf vier verschiedenen Werften in Südkorea gebaut. Das Typschiff die ROKS Pohang (PCC-756) wurde im Dezember 1984 in Dienst gestellt und das letzte Schiff der Klasse, die ROKS Kongju (PCC-785), wurde im Juli 1993 an die südkoreanische Marine übergeben.
Die Aufgabe der Klasse besteht in der Küstenverteidigung gegen U-Boote, Flugzeuge und Schiffe. Daher rührt die Kennung als PCC, welches für Patrol Combat Corvette steht.
Nach dem Verlust der Cheonan und der Außerdienststellung von elf Schiffen befinden sich noch 12 Einheiten im aktiven Dienst der koreanischen Marine.
Seit 2013 wird die Pohang-Klasse, wie auch die Ulsan-Klasse, durch die Fregatten der Incheon-Klasse ersetzt.

## Einheiten
Südkorea
| Kennung   | Name           | Bauwerft                             | Stapellauf         | Indienststellung  | Außerdienststellung | Bemerkung                    |
| 1. Baulos | 1. Baulos      | 1. Baulos                            | 1. Baulos          | 1. Baulos         | 1. Baulos           | 1. Baulos                    |
| --------- | -------------- | ------------------------------------ | ------------------ | ----------------- | ------------------- | ---------------------------- |
| PCC-756   | Pohang         | Korea Sec, Busan                     | 30. Juni 1984      | 18. Dezember 1984 | 30. Juni 2009       | Museumsschiff in Pohang      |
| PCC-757   | Gunsan         | Korea Tacoma Marine Ind. Ltd., Masan |                    | 30. November 1984 | 29. September 2011  |                              |
| PCC-758   | Gyeongju       | Hyundai Heavy Industries, Ulsan      |                    | 1. Mai 1985       | 30. Dezember 2014   | Abgegeben an Peru            |
| PCC-759   | Mokpo          | DSME, Geoje                          |                    | 17. Mai 1985      | 30. Dezember 2014   |                              |
| 2. Baulos |                |                                      |                    |                   |                     |                              |
| PCC-761   | Gimcheon       | Korea Sec, Busan                     |                    | 1987              | 31. Dezember 2015   | Abgegeben an Vietnam         |
| PCC-762   | Chungju        | Korea Tacoma Marine Ind. Ltd., Masan |                    | 1987              | 27. Dezember 2016   | Abgegeben an die Philippinen |
| PCC-763   | Jinju          | Hyundai Heavy Industries, Ulsan      |                    | 1988              | 27. Dezember 2016   | Abgegeben an Ägypten         |
| PCC-765   | Yeosu          | DSME, Geoje                          | 14. Juni 1986      | 30. November 1986 | 27. Dezember 2017   | Abgegeben an Vietnam         |
| 3. Baulos |                |                                      |                    |                   |                     |                              |
| PCC-766   | Jinhae         | Korea Sec, Busan                     | 18. März 1987      | 1990              | 27. Dezember 2017   |                              |
| PCC-767   | Suncheon       | Korea Tacoma Marine Ind. Ltd., Masan |                    | 1989              | 24. Dezember 2019   | Abgegeben an Peru            |
| PCC-768   | Iksan (ex-Ire) | Hyundai Heavy Industries, Ulsan      |                    | 1989              | 31. Dezember 2018   | Abgegeben an Kolumbien       |
| PCC-769   | Wonju          | DSME, Geoje                          |                    | 1989              | 31. Dezember 2021   |                              |
| PCC-771   | Andong         | Korea Sec, Busan                     | 30. April 1987     | 7. November 1988  | 31. Dezember 2020   | Abgegeben an die Philippinen |
| PCC-772   | Cheonan        | Korea Tacoma Marine Ind. Ltd., Masan | Januar 1989        | 1989              | -                   | Gesunken am 26. März 2010    |
| PCC-773   | Bucheon        | Hyundai Heavy Industries, Ulsan      |                    | 1990              | 31. März 2021       |                              |
| PCC-775   | Seongnam       | DSME, Geoje                          |                    | 1990              | 31. Dezember 2021   |                              |
| PCC-776   | Jecheon        | Korea Sec, Busan                     |                    | 1990              | 31. Dezember 2021   |                              |
| PCC-777   | Daecheon       | Korea Tacoma Marine Ind. Ltd., Masan |                    | 1991              | 28. Dezember 2023   |                              |
| 4. Baulos |                |                                      |                    |                   |                     |                              |
| PCC-778   | Sokcho         | Korea Sec, Busan                     |                    | 1991              | 30. Dezember 2022   |                              |
| PCC-779   | Yeongju        | Hyundai Heavy Industries, Ulsan      |                    | 1991              | 30. Dezember 2022   |                              |
| PCC-781   | Namwon         | DSME, Geoje                          |                    | 1991              | 28. Dezember 2023   |                              |
| PCC-782   | Gwangmyeong    | Korea Tacoma Marine Ind. Ltd., Masan |                    | 1991              |                     | Aktiv                        |
| 5. Baulos |                |                                      |                    |                   |                     |                              |
| PCC-783   | Sinseong       | Korea Sec, Busan                     |                    | 1992              |                     | Aktiv                        |
| PCC-785   | Gongju         | Korea Tacoma Marine Ind. Ltd., Masan | 21. September 1992 | 31. Juli 1993     |                     | Aktiv                        |

 Ägypten
| Kennung | Name           | Indienststellung | Außerdienststellung | Bemerkungen |
| ------- | -------------- | ---------------- | ------------------- | ----------- |
| 1000    | ENS Shbab Misr | 2017             |                     | aktiv       |

 Kolumbien
| Kennung | Name               | Indienststellung | Außerdienststellung | Bemerkungen |
| ------- | ------------------ | ---------------- | ------------------- | ----------- |
| CM-56   | ARC Almirante Tono | 6. Januar 2021   |                     | aktiv       |

 Peru
| Kennung | Name      | Indienststellung | Außerdienststellung | Bemerkungen |
| ------- | --------- | ---------------- | ------------------- | ----------- |
| CM-27   | BAP Ferré | 2016             |                     | aktiv       |
| CM-28   | BAP Guise | 5. Januar 2022   |                     | aktiv       |

 Philippinen
| Kennung | Name            | Indienststellung | Außerdienststellung | Bemerkungen |
| ------- | --------------- | ---------------- | ------------------- | ----------- |
| PS-39   | BRP Conrado Yap | 5. August 2019   |                     | aktiv       |
| PS-40   | ex-Andong       |                  |                     | in Planung  |

 Vietnam
| Kennung | Name  | Indienststellung | Außerdienststellung | Bemerkungen |
| ------- | ----- | ---------------- | ------------------- | ----------- |
| HQ-18   | HQ-18 | 2016             |                     | aktiv       |
| HQ-20   | HQ-20 | 2018             |                     | aktiv       |